# Sis dones per a l'assassí
Sis dones per a l'assassí  (títol original en italià: Sei donne per l'assassino) és un pel·lícula italiana dirigida per Mario Bava, estrenada el 1964. Ha estat doblada al català.

## Argument[2]
El taller «Christian» és una casa d'alta costura molt reputada que té per a marc un verdader petit castell la propietària del qual, la Comtessa Como, és igualment la directora de l'establiment. Està associada a Max Morlachi, un home d'aparença austera que s'ocupa essencialment de la part administrativa. La Comtessa, vídua, ha heretat del seu marit mort en un accident de cotxe. Té per empleats dos modelistes: Cesar i Marco, i una desena de models. Els problemes comencen quan Christiana descobreix el cadàver d'Isabelle, una de les seves models, en un armari...

## Repartiment
- Cameron Mitchell: Massimo Morlacchi
- Eva Bartok: la Comtessa Cristina Como
- Thomas Reiner: l'inspector Silvestri
- Arianna Gorini: Nicole
- Dante Di Paolo: Franco Scalo
- Mary Arden: Peggy Peyton
- Franco Ressel: el Marqués Richard Morelli
- Claude Dantes: Tao-Li
- Luciano Pigozzi: Cesar Lazzarini
- Lea Krugher: Greta
- Massimo Righi: Marco
- Francesca Ungaro: Isabelle, la primera víctima
- Giuliano Raffaelli: Inspector Zanchin
- Harriet Medin: Clarice la dona de fer feines
- Mary Carmen: una model

## Al voltant de la pel·lícula
- El rodatge va tenir lloc a Roma, del 22 novembre del 1963 al 8 de gener de 1964.
- Sis dones per a l'assassí  marca la tercera col·laboració entre l'actor Cameron Mitchell i el cineasta, després de L'ultimo dei Vikinghi i Gli invasori, totes dues rodades el 1961. Els dos treballaran una última vegada junts el 1966 a I coltelli del vendicatore. Luciano Pigozzi havia ja per la seva part rodat sota la direcció de Bava La Frusta e il corpo (1963) i tornarà llavors en Il Rosso segno della follia (1970) i Gli Orrori del castello di Norimberga (1972).